# Helmer Lång
Carl Emil Helmer Lång, född 21 juni 1924 i Karoli församling i Malmö, död 10 oktober 2014 i Vejbystrand i Barkåkra församling i Skåne län, var en svensk författare, litteraturvetare och lärare.

## Biografi
Efter studentexamen 1943 studerade han vid Lunds universitet där han blev filosofie kandidat 1946, filosofie magister 1948, filosofie licentiat 1954 och filosofie doktor 1966. Han var kurator vid Malmö Nation i Lund 1950 och blev installerad som hedersledamot av densamma 1996. Han var vikarierande lektor vid Lundsberg 1948–1949, timlärare vid Lunds privata elementarskola 1949–1956, vikarierande lektor vid Folkskoleseminariet i Lund 1956–1958 och lektor i modersmål vid Olympiaskolan i Helsingborg från 1958. Han var förlagssekreterare vid Image förlag AB i Malmö 1950–1954 och blev chefredaktör för tidskriften Studentsångaren 1958. Han startade eget i form av firma Litteraturkonsult 1965.
Lång disputerade 1966 vid Lunds universitet på en avhandling om ”Kolingen och hans fäder”. Hans forskning rörde i synnerhet Albert Engström och Fritiof Nilsson Piraten. Lång var initiativtagare till och innehade stol nr 1 i Skånska Akademien, och var redaktör för Fritiof Nilsson Piraten Sällskapets årsbok. År 2004 tilldelades han Albert Engström-priset.

### Familj
Han var gift första gången 1948–1962 med författaren Rut Forsblom (1912–1963), andra gången från 1963 med Karin Sundberg (1939–2011) och tredje gången från 1984 med Sol-Britt Lindfors (född 1941). Han var i första giftet far till bland andra Öjevind Lång.